# Božanov
Božanov (deutsch Barzdorf) ist eine Gemeinde in Tschechien. Sie liegt sieben Kilometer südlich von Broumov (Braunau) bzw. drei Kilometer nordwestlich von Radków (Wünschelburg) an der Grenze zu Polen.

## Geographie
Božanov befindet sich am südwestlichen Fuße des Falkengebirges und nördlich des Heuscheuergebirges. Das Waldhufendorf erstreckt sich über viereinhalb Kilometer entlang des Baches Božanovský potok (Buse), der unterhalb des Ortes die von Südwest nach Nordost verlaufende Staatsgrenze bildet und dann in die Steine mündet.
Östlich erhebt sich der Berg Przepiórka (490 m), südlich die Biała Skała (720 m), dahinter liegt der Szczeliniec Wielki (919 m). Nach Westen liegen Lopata (716 m), Božanovský Špičák (773 m) und Koruna (769 m), nordwestlich folgt die Velká Kupa (708 m).
Nachbarorte sind Martínkovice (Märzdorf) im Norden, Otovice (Ottendorf) und Tłumaczów (Tuntschendorf) im Nordosten, Gajów (Reichenforst) im Osten, Skibin (Scheibau) und Radków im Südosten, Borek, Červený Vršek und Studená Voda im Süden, Pasterka (Passendorf) und Machovská Lhota (Lhota Möhlten) im Südwesten, Bělý (Bieley) im Westen sowie Slavný (Klein Labnay) und Suchý Důl (Dörrengrund) im Nordwesten.
In der Gemeinde Božanov bestehen mit den Übergängen Machovský kříž/Pasterska Góra, Božanov/Radków und Studená Voda/Radków drei touristische Grenzübergänge nach Polen. Letzterer wurde im Jahre 2008 eröffnet. Božanov liegt am internationalen Radwanderweg Nr. 400.

## Geschichte
Der im Zuge der Urbarmachung des Gebietes durch das Kloster Břevnov von deutschen Kolonisten im Jahre 1253 gegründete Ort Villa Pertholdi wurde am 15. März 1256 durch den Abt Martin als eines der Dörfer des Stiftes Braunau erstmals urkundlich erwähnt. Sein Name leitet sich von einem Lokator Perthold ab. Seit dem 14. Jahrhundert ist das Dorf als Berthelsdorf überliefert und im 17. Jahrhundert findet sich der Name Banzdorf. 1363 wurde die Kirche in Pertelsdorf zur Pfarrkirche erhoben. 1604 hielt die Reformation Einzug. Nach der Schlacht am Weißen Berg erfolgte 1621 die Rekatholisierung des Dorfes, drei Jahre später erlosch die Pfarre. Nachfolgend bildete die Kirche eine Filiale der Pfarre Märzdorf.

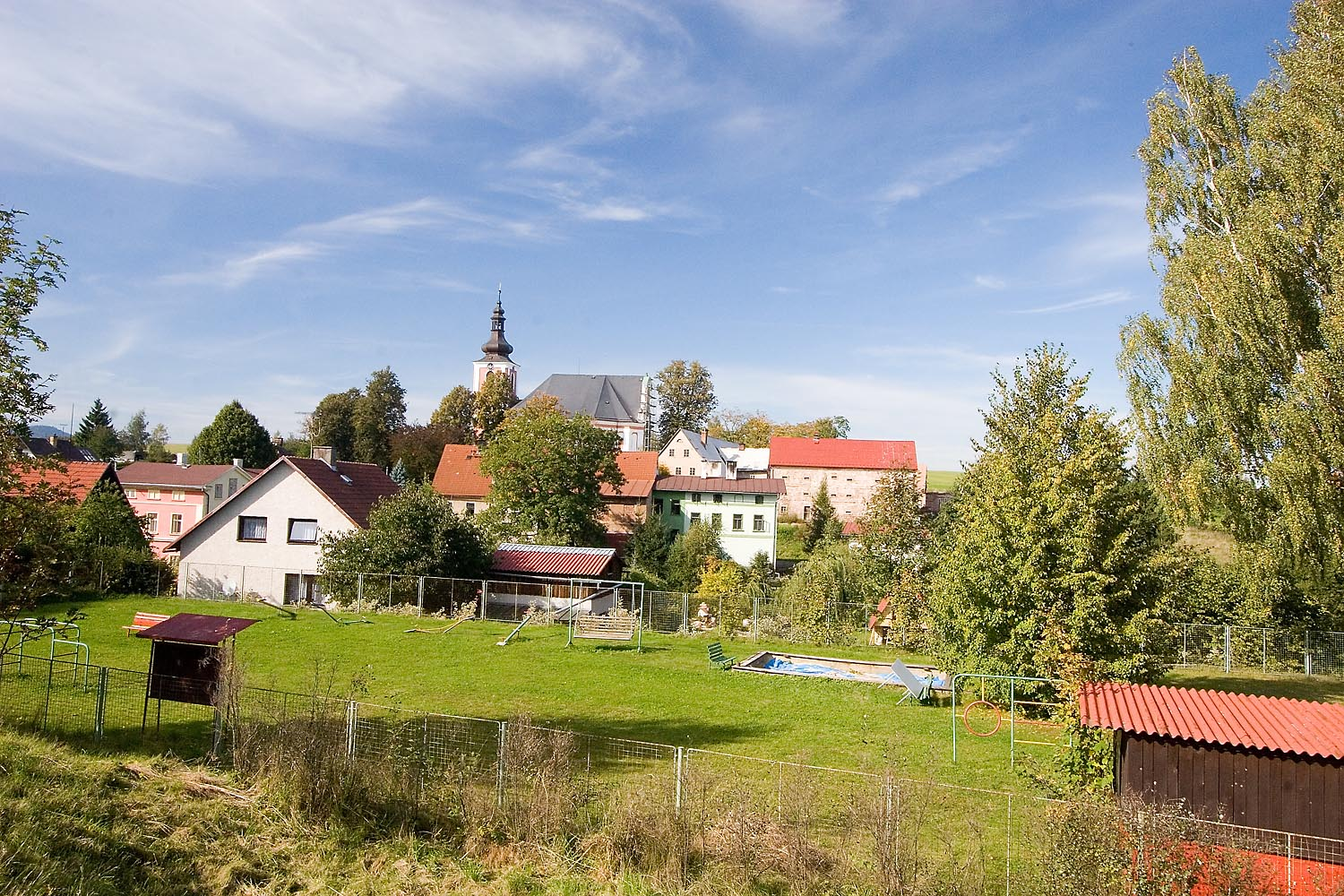
Božanov

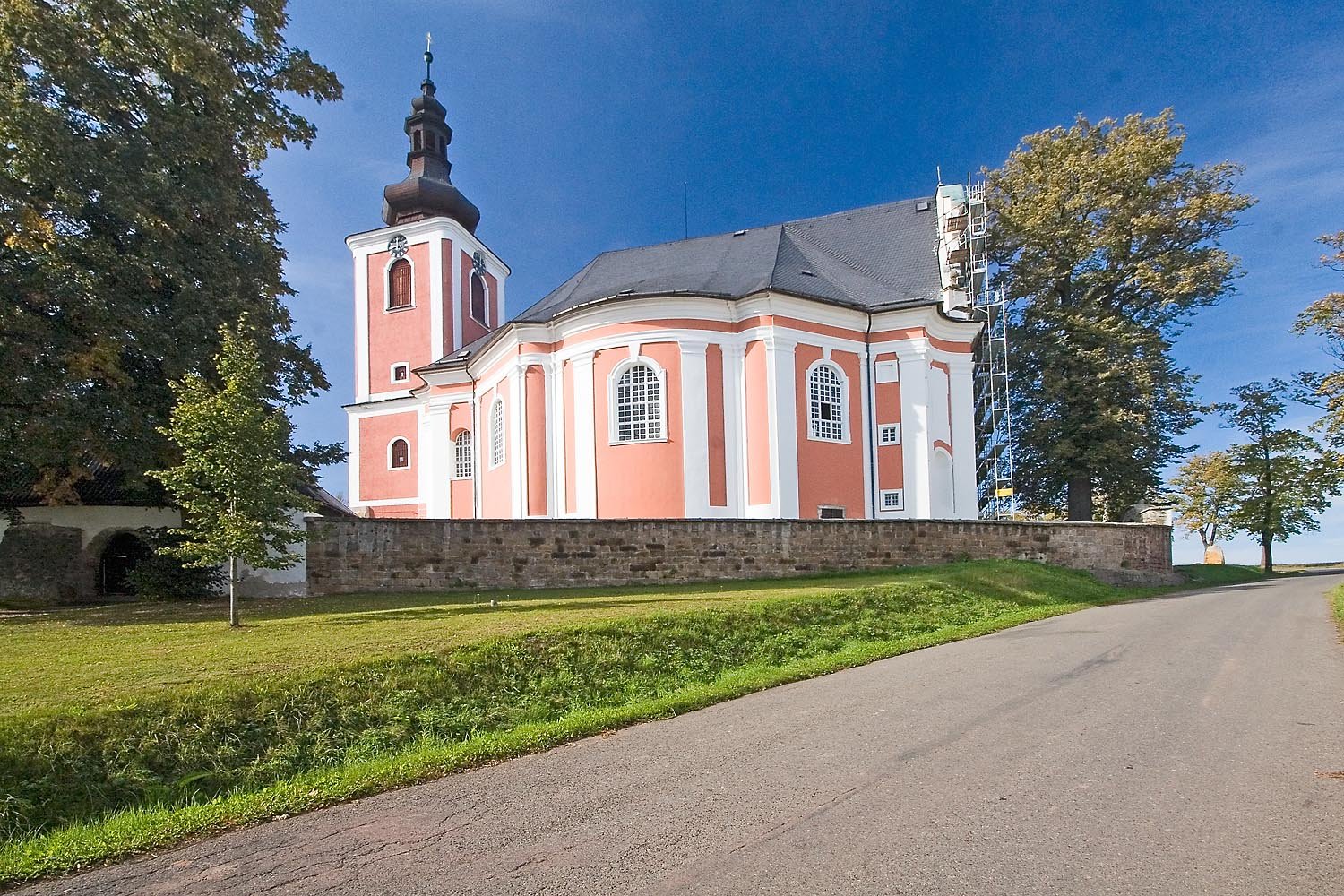
Kirche der Hl. Maria Magdalena

1708 liefen unter dem Abt Othmar Zinke die Arbeiten zur Vergrößerung der Kirche an. Zwischen 1735 und 1743 erfolgte die Umgestaltung nach Plänen von Kilian Ignaz Dientzenhofer. Im Jahre 1784 entstand die Ansiedlung Kaltwasser. Die Dorfschule erhielt 1790 in Holzbauweise ein eigenes Gebäude. 1833 lebten in dem Dorf 1.660 Menschen. Barzdorf war ein landwirtschaftliches Dorf, wobei sich viele der Bewohner mit der Hausweberei ein Zubrot verdienten. Im Falkengebirge wurde außerdem Sandstein gebrochen, der wegen seiner Festigkeit u. a. am Brauner Stift Verwendung fand. Zu Beginn des 19. Jahrhunderts gehörte das Dorf zu den größten Untertandörfern des Braunauer Ländchens.
Nach der Aufhebung der Patrimonialherrschaften bildete Barzdorf mit Kaltwasser, Rothehöh, Eichkatzel und Neuhof ab 1850 eine Gemeinde im Gerichtsbezirk Braunau bzw. im Bezirk Braunau. 1885 lebten in der Gemeinde 1.757 Menschen. Während sich entlang der Steine Fabriken ansiedelten, verarmte das an der preußischen Grenze abgelegene Dorf. Ein Teil der Bewohner arbeitete in den Schrollschen Fabriken in Braunau und Halbstadt. In diesen Jahren war Barzdorf von einer starken Auswanderung betroffen. Die Auswanderer siedelten sich insbesondere in Chile an. 1923 wurde die Widemut, das frühere Pfarrgut, abgerissen. Im Jahre 1930 hatte das Dorf nur noch 1.176 Einwohner.
Nach dem Münchner Abkommen wurde Barzdorf, das überwiegend deutsch besiedelt war, 1938 dem Deutschen Reich zugeschlagen und gehörte bis 1945 zum Landkreis Braunau. In den Jahren 1945 und 1946 erfolgte die Vertreibung der deutschen Bewohner. Nach der Aufhebung des Okres Broumov kam Božanov 1961 zum Okres Náchod.

## Ortsteile
Die Gemeinde Božanov besteht aus den Ortsteilen Božanov (Barzdorf) und Studená Voda  (Kaltwasser), der Ortslage Na Končinách (Endhäuser) sowie den Ansiedlungen Červená Hora bzw. Červený Vršek (Rothehöh), U Veverky (Eichkatzel) und Nový Dvůr (Neuhof). Grundsiedlungseinheit ist Božanov.
Das Gemeindegebiet bildet den Katastralbezirk Božanov.

## Sehenswürdigkeiten
- Kirche der Maria Magdalena, erbaut 1735–1743 nach Plänen von Kilian Ignaz Dientzenhofer
- Wallfahrtskapelle der Jungfrau Maria am Brünnl, errichtet 1890